# 中华人民共和国宪法宣誓制度

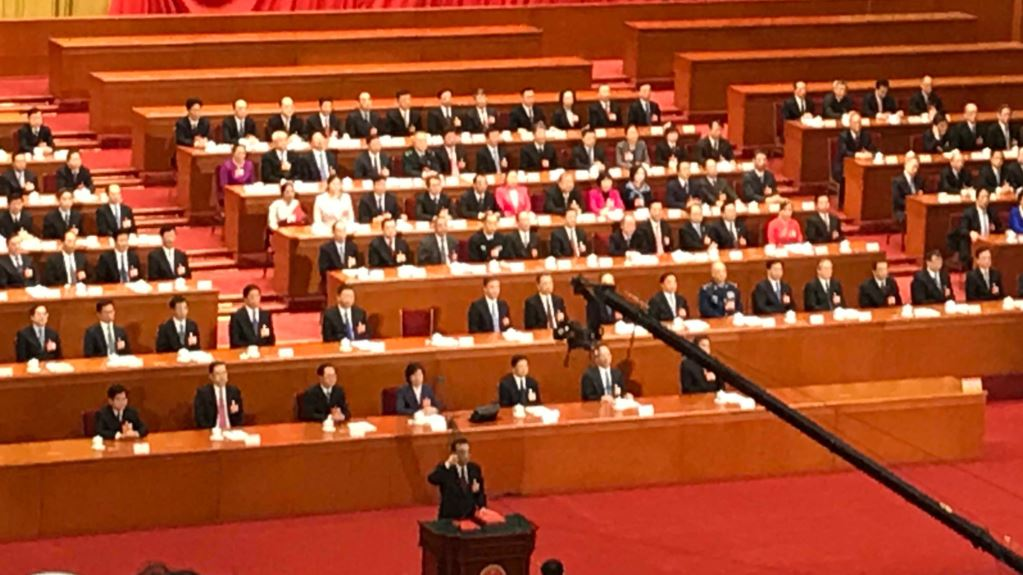
第十三届全国人民代表大会第一次会议上，李克强被任命为国务院总理后，公开对宪法宣誓。

中华人民共和国宪法宣誓制度是中华人民共和国全国人民代表大会常务委员会决定自2016年1月1日起实行的县级以上国家机构选出或任命的国家工作人员在就任时应当公开对《中华人民共和国宪法》宣誓的政治制度。2018年纳入《中华人民共和国宪法》。

## 背景
宪法宣誓制度是世界许多国家长期以来存在的制度。自从1919年德国《魏玛宪法》第一次确认国家公职人员就职时向宪法宣誓的制度以来，该制度被许多国家列入宪法。
在中国历史中，领导人就职时的宣誓制度亦长期存在。古中国历代皇帝登基时均有祭拜天地、昭告天下的仪式。中华民国成立后，孙中山就任第一任中华民国临时大总统时亦宣读誓词。1930年，国民政府通过《宣誓条例》，将宣誓制度规范化，规定乡长以上就职时均应宣誓。1946年通过的《中华民国宪法》对宣誓制度有了更明确的规定，明确中华民国总统就职时应当宣读誓词：“余谨以至诚，向全国人民宣誓：余必遵守宪法，尽忠职务，增进人民福利，保卫国家，无负国民付托。如违誓言，愿受国家严厉之制裁。谨誓。”此项制度沿用至今。
中华人民共和国成立之后六十多年，一直未建立宪法宣誓制度。香港特别行政区、澳门特别行政区在设立前的殖民地时期有宣誓制度，在设立后分别根据《中华人民共和国香港特别行政区基本法》第一百零四条、《中华人民共和国澳门特别行政区基本法》第一百零一条、第一百零二条实施基本法宣誓制度。
2012年12月4日，在中华人民共和国第12个全国法制宣传日暨现行宪法颁布30周年之际，浙江省宁波市鄞州区人民法院组织9名新任法官以及24名新任人民陪审员，手持《中华人民共和国宪法》文本，举行了中华人民共和国法院历史上第一次宪法宣誓仪式。

## 建立
2014年10月23日，中国共产党第十八届中央委员会第四次全体会议通过《中共中央关于全面推进依法治国若干重大问题的决定》提出，“建立宪法宣誓制度，凡经人大及其常委会选举或者决定任命的国家工作人员正式就职时公开向宪法宣誓”。2014年11月，国务院法制办公室副主任袁曙宏在新闻发布会上表示，建立宪法宣誓制度也是借鉴国际惯例，世界上142个国家有成文宪法，97个国家都有向宪法宣誓制度。
2014年12月4日，中华人民共和国第一个“国家宪法日”，全国各地纷纷开展宪法宣誓活动，但因为无统一规范，各地宣誓的形式、内容不一。
2015年7月1日，第十二届全国人大常委会第十五次会议表决通过《全国人民代表大会常务委员会关于实行宪法宣誓制度的决定》，自2016年1月1日起施行。《决定》要求全国人民代表大会及其常务委员会、国务院、中央军委、最高人民法院、最高人民检察院等中央国家机构和县级以上人大及其常委会、人民政府、人民法院、人民检察院等县级以上地方国家机构选出或任命的国家工作人员在就任时应当公开对宪法宣誓。
2018年2月24日，第十二届全国人大常委会第三十三次会议决定，对2015年通过的《全国人民代表大会常务委员会关于实行宪法宣誓制度的决定》作出修改，自2018年3月12日起施行。新增规定主要有：各级监察委员会任命的国家工作人员，以及全国人民代表大会选举的国家监察委员会主任在依照法定程序产生后，均应当进行宪法宣誓；宣誓仪式应当奏唱中华人民共和国国歌；宣誓誓词在“富强民主文明和谐”后新增“美丽”，以对应中国特色社会主义事业的“五位一体”总体布局。
2018年3月11日第十三届全国人民代表大会第一次会议通过《中华人民共和国宪法修正案》，第四十条规定：“宪法第二十七条增加一款，作为第三款：‘国家工作人员就职时应当依照法律规定公开进行宪法宣誓。’”宪法宣誓制度由此纳入《中华人民共和国宪法》。

## 誓词
2016年1月1日起施行版本
| | 我宣誓：忠于中华人民共和国宪法，维护宪法权威，履行法定职责，忠于祖国、忠于人民，恪尽职守、廉洁奉公，接受人民监督，为建设富强、民主、文明、和谐的社会主义国家努力奋斗！ |
| ——2015年7月1日第十二届全国人民代表大会常务委员会第十五次会议通过的《全国人民代表大会常务委员会关于实行宪法宣誓制度的决定》 | |

2018年3月12日起施行版本
| | 我宣誓：忠于中华人民共和国宪法，维护宪法权威，履行法定职责，忠于祖国、忠于人民，恪尽职守、廉洁奉公，接受人民监督，为建设富强、民主、文明、和谐、美丽的社会主义现代化强国努力奋斗！ |
| ——2018年2月24日第十二届全国人民代表大会常务委员会第三十三次会议修订后的《全国人民代表大会常务委员会关于实行宪法宣誓制度的决定》 | |

## 实施

### 各中央国家机构实施情况
各中央国家机构首次实施宪法宣誓的情况如下：

#### 全国人大常委会
2016年2月26日下午，全国人民代表大会常务委员会首次宪法宣誓仪式在人民大会堂二楼东大厅举行。第十二届全国人大常委会委员长张德江主持并监誓。当天，人民大会堂二楼东大厅悬挂着中华人民共和国国徽，摆放着中华人民共和国国旗，宣誓台上摆放着《中华人民共和国宪法》。张德江宣布宪法宣誓仪式开始，全体起立，面向中华人民共和国国旗，同唱中华人民共和国国歌。随后，由刚闭幕的第十二届全国人民代表大会常务委员会第十九次会议任命的全国人民代表大会有关专门委员会副主任委员、常务委员会工作委员会副主任等6名国家工作人员依法进行了宪法宣誓。领誓人、新任命的全国人民代表大会财政经济委员会副主任委员刘源走到宣誓台前，左手抚按宪法，右手举拳，宣读誓词。新任命的全国人民代表大会常务委员会法制工作委员会副主任王超英、张勇、许安标，全国人民代表大会常务委员会预算工作委员会副主任刘伟、朱明春等并排站在领誓人身后，举起右拳跟诵誓词。全国人民代表大会常务委员会副委员长兼秘书长王晨和全国人大机关有关负责人、全国人大机关干部等约50人参加。

#### 国务院
2016年9月18日上午，国务院首次宪法宣誓仪式在中南海国务院小礼堂举行。国务院总理李克强监誓。当天，国务院小礼堂悬挂着中华人民共和国国徽，摆放着中华人民共和国国旗，宣誓台上摆放着《中华人民共和国宪法》。国务委员兼国务院秘书长杨晶宣布宪法宣誓仪式开始，全体起立，面向中华人民共和国国旗，同唱中华人民共和国国歌。随后，根据《全国人民代表大会常务委员会关于实行宪法宣誓制度的决定》和《国务院及其各部门任命的国家工作人员宪法宣誓组织办法》（2016年7月20日国务院常务会议通过），2016年1月1日以来国务院任命的38个组成部门、直属特设机构、直属机构、办事机构、直属事业单位的55名负责人依法进行了宪法宣誓。领誓人、国务院国资委主任肖亚庆左手抚按宪法，右手举拳，宣读誓词，其他宣誓人列队站立，举起右拳跟诵誓词。宣誓毕，李克强勉励宣誓人。国务院副总理张高丽、汪洋、马凯，国务委员常万全、杨洁篪、郭声琨，及国务院有关部门主要负责人等参加宪法宣誓仪式。

##### 总理
2018年3月18日，第十三届全国人民代表大会第一次会议上，李克强再次被任命为中华人民共和国国务院总理后，公开对宪法宣誓，这是国务院总理首次进行宪法宣誓。

#### 最高人民法院
2014年12月4日是第一个国家宪法日，最高人民法院在最高人民法院大法庭内举行宪法宣誓仪式，在最高人民法院常务副院长沈德咏的带领下，来自全国四级法院的法官代表宣誓。《全国人大常委会关于实行宪法宣誓制度的决定》实行后，2016年1月13日，最高人民法院举行首次新任法官宪法宣誓仪式。最高人民法院院长周强监誓。最高人民法院常务副院长沈德咏带领45位新任法官宣读誓词。2016年4月28日，最高人民法院印发《最高人民法院关于宪法宣誓的组织办法》，自发布之日起施行，《中华人民共和国法官宣誓规定（试行）》同时废止。

#### 最高人民检察院
2014年12月4日是第一个国家宪法日，最高人民检察院举行首次首席检察官宪法宣誓仪式，首席大检察官、最高人民检察院检察长曹建明率180余名检察官向宪法宣誓。
2015年1月29日，最高人民检察院印发《最高人民检察院关于贯彻落实〈中共中央关于全面推进依法治国若干重大问题的决定〉的意见》，要求落实检察官初任和晋升等次时公开向宪法宣誓制度。2016年7月7日，最高人民检察院印发《最高人民检察院宪法宣誓组织办法》（经2016年6月17日第十二届最高人民检察院党组第148次会议讨论通过），自发布之日起施行。2010年2月10日发布的《中华人民共和国检察官宣誓规定（试行）》同时废止。 
2017年6月13日，最高人民检察院机关举行新任职领导干部和检察官宪法宣誓仪式，党组书记、检察长曹建明主持并监誓，副检察长张雪樵领誓。检委会专职委员、反贪污贿赂总局局长卢希，检委会专职委员陈国庆参加宣誓，最高人民检察院机关2014年12月以来新任职的115名领导干部和检察官宣誓。

#### 国家主席
2018年3月17日，在第十三届全国人民代表大会第一次会议上新当选的国家主席习近平进行宪法宣誓，这是国家主席首次进行宪法宣誓。同时，国家副主席王岐山也进行了宪法宣誓。

#### 中央军委
2018年3月17日，在第十三届全国人民代表大会第一次会议上新当选的国家军委主席习近平进行宪法宣誓，这是国家军委主席首次进行宪法宣誓。

### 各地方实施办法
- 《北京市国家工作人员宪法宣誓组织办法》经2015年11月27日北京市第十四届人民代表大会常务委员会第二十三次会议通过，自2016年1月1日起施行[26][27]。
- 《天津市实施宪法宣誓制度办法》经2015年12月24日天津市第十六届人民代表大会常务委员会第二十三次会议通过，自2016年1月1日起施行[28]。
- 《河北省实施宪法宣誓制度办法》经2015年11月27日河北省第十二届人民代表大会常务委员会第十八次会议通过，自2016年1月1日起施行[29]。
- 《山西省组织实施宪法宣誓办法》经2015年11月26日山西省第十二届人民代表大会常务委员会第二十三次会议通过，自2016年1月1日起施行[30]。
- 《内蒙古自治区组织实施宪法宣誓制度办法》经2015年9月23日内蒙古自治区第十二届人民代表大会常务委员会第十八次会议通过，自2016年1月1日起施行[31]。
- 《黑龙江省国家工作人员宪法宣誓办法》经2015年12月18日黑龙江省第十二届人民代表大会常务委员会第二十三次会议通过，自2016年1月1日起施行[32]。
- 《吉林省组织实施宪法宣誓制度办法》经2015年11月20日吉林省第十二届人民代表大会常务委员会第二十一次会议通过，自2016年1月1日起施行[33]。
- 《辽宁省国家工作人员宪法宣誓组织办法》经2015年11月27日辽宁省第十二届人民代表大会常务委员会第二十二次会议通过，自2016年1月1日起施行[34]。
- 《上海市实施宪法宣誓制度办法》经2015年11月19日上海市第十四届人民代表大会常务委员会第二十四次会议通过，自2016年1月1日起施行[35]。
- 《山东省实施宪法宣誓制度办法》经2015年12月3日山东省第十二届人民代表大会常务委员会第十七次会议通过，自2016年1月1日起施行[36]。
- 《江苏省实施宪法宣誓制度办法》经2015年12月4日江苏省第十二届人民代表大会常务委员会第十九次会议通过，自2016年1月1日起施行[37]。
- 《安徽省实施宪法宣誓制度办法》经2015年12月18日安徽省第十二届人民代表大会常务委员会第二十五次会议通过，自2016年1月1日起施行[38]。
- 《浙江省组织实施宪法宣誓制度办法》经2015年7月30日浙江省第十二届人民代表大会常务委员会第二十一次会议通过，自2016年1月1日起施行[39]。
- 《江西省实施宪法宣誓制度办法》经2015年11月20日江西省第十二届人民代表大会常务委员会第二十一次会议通过，自2016年1月1日起施行[40]。
- 《福建省国家工作人员宪法宣誓办法》经2015年9月25日福建省第十二届人民代表大会常务委员会第十七次会议通过，自2016年1月1日起施行[41]。
- 《河南省国家工作人员宪法宣誓办法》经2015年9月26日河南省第十二届人民代表大会常务委员会第十六次会议通过，自2016年1月1日起施行[42]。
- 《湖北省国家工作人员宪法宣誓组织办法》经2015年9月23日湖北省十二届人大常委会第十七次会议通过，自2016年1月1日起施行。
- 《湖南省实施宪法宣誓制度办法》经2015年12月4日湖南省第十二届人民代表大会常务委员会第十九次会议通过，自2016年1月1日起施行[43]。
- 《广东省实施宪法宣誓制度办法》经2015年12月3日广东省第十二届人民代表大会常务委员会第二十一次会议通过，自2016年1月1日起施行[44]。
- 《海南省实施宪法宣誓制度办法》经2015年11月27日海南省第五届人民代表大会常务委员会第十八次会议通过，自2016年1月1日起施行[45]。
- 《广西壮族自治区实施宪法宣誓制度办法》经2015年12月10日广西壮族自治区第十二届人民代表大会常务委员会第二十次会议通过，自2016年1月1日起施行[46]。
- 《陕西省实行宪法宣誓制度组织办法》经2015年11月19日陕西省第十二届人民代表大会常务委员会第二十三次会议通过，自2016年1月1日起施行[47]。
- 《甘肃省组织实施宪法宣誓制度办法》经2015年11月27日甘肃省第十二届人民代表大会常务委员会第二十次会议通过，自2016年1月1日起施行[48]。
- 《宁夏回族自治区宪法宣誓办法》经2016年1月5日宁夏回族自治区第十一届人民代表大会常务委员会第二十一次会议通过，当日公布，自公布之日起施行[49]。
- 《新疆维吾尔自治区国家工作人员实行宪法宣誓制度办法》经2015年11月27日新疆维吾尔自治区第十二届人民代表大会常务委员会第十九次会议通过，自2016年1月1日起施行[50]。
- 《重庆市宪法宣誓实施办法》经2015年11月26日重庆市第四届人民代表大会常务委员会第二十一次会议通过，自2016年1月1日起施行[51]。
- 《四川省宪法宣誓制度实施办法》经2015年12月3日四川省第十二届人大常委会第十九次会议第三次全体会议通过，自2016年1月1日起施行[52]。
- 《云南省实行宪法宣誓制度组织办法》经2015年11月26日云南省第十二届人民代表大会常务委员会第二十二次会议通过，自2016年1月1日起施行[53]。
- 《贵州省组织实施宪法宣誓制度办法》经2015年11月27日贵州省十二届人大常委会第十九次会议表决通过，自2016年1月1日起施行[54]。
- 《西藏自治区实施宪法宣誓制度办法》经2015年11月26日西藏自治区第十届人民代表大会常务委员会第二十一次会议通过，自2016年1月1日起施行[55]。
- 《青海省实行国家工作人员宪法宣誓制度办法》经2016年1月14日青海省第十二届人民代表大会常务委员会第二十四次会议通过，自2016年1月14日起施行[56]。

## 争议

### 假宪法争议
习近平等中央政府官员宣誓时手按的宪法被质疑太厚，中国宪法只有不到两万字，有声音认为不可能达到习近平宣誓时所按宪法的厚度，因而质疑中央官员在宣誓时按的是假宪法。